# Batarà de capell estriat
El batarà de capell estriat (Dysithamnus striaticeps) és una espècie d'ocell de la família dels tamnofílids (Thamnophilidae).

## Hàbitat i distribució
Habita la selva pluvial i vegetació secundària de les terres baixes fins als 800 m al vessant del Carib del sud-est d'Hondures, est de Nicaragua i Costa Rica.